# ألف يوم ويوم

غلاف كتاب ألف يوم ويوم

غلاف كتاب ألف يوم ويوم النسخة الفرنسية

ألف يوم ويوم هي سلسلة قصص مثل سلسلة ألف ليلة وليلة. تدور أحداثها عن أميرة اسمها سعادة، تعزف عن الزواج بسبب حلم صور لها الرجال بأسوأ الصفات. ولتغيير هذه الصورة، يستشير أبوها الملك طغرل مربيتها موج البحر التي تتطوع بسرد قصص حفظتها على مر السنين. وبعد أخذ موافقة الملك، تتفق موج البحر مع الجواري أن يطلبن منها سرد حكاية من حكايتها أثناء حمام الأميرة سعادة اليومي. تتكون السلسلة من اثنين وخمسين حكاية مع وجود العديد من القصص الأخرى بداخل الكثير من هذه الحكايات.
قامت دار المعرفة للطباعة والنشر ببيروت - لبنان بإصدار الطبعة الأولى من السلسلة عام 1979. وحسب مقدمة المؤلف محمد رفعت الذي نقح السلسلة فإن المؤلف الأصلي يدعى درويش مخلص ولا يوجد لها نسخة إلا مخطوط في جامعة القرويين بالمغرب. ولقدم المخطوط فقد استعان محمد بترجمة فرنسية (Les Mille et un jours (5 vols,, Paris, 1710-1712)) لمستشرق فرنسي يدعى سانت كروا (François Pétis de la Croix) الذي كتب في مقدمة ترجمته أن المخطوط العربي كان ملك رفاعة بك الطهطاوي. وقد قام رفاعة بإهداء المخطوط لسانت كروا أثناء دراسته في باريس.

## حكايات سلسلة ألف يوم ويوم
1. الببغاء المسحورة
2. حكاية ملك التتار وابنه فارس الفرسان
3. حكاية أبو القاسم
4. حكاية الصادق الأمين
5. حكاية الملك والشيطان
6. حكاية الحب والمال
7. حكمة ماهوداسا
8. حكاية مدينة الذهب
9. حكاية زهرة العفة
10. حكاية عاشقي البصرة
11. خلوة الحبيبين
12. ضحية الحب
13. حكاية جبلة بن الأيهم
14. حكاية الخليفة والراعي
15. حكاية يونس والخليفة هشام (مدرجة تحت حكاية الخليفة والراعي)
16. حكاية الأموي والرشيد
17. نور الدين والست دنيا
18. حكاية خرافة
19. صلاح الدين ويهودي الإسكندرية
20. حكاية الساحرة
21. الصبي والأوز
22. القاضي والقرصان
23. الخاطئ الذي أصبح قديسا
24. (لا يوجد قصة حدث خطأ في ترقيم الحكايات بالطبعة)
25. الغيرة المدمرة
26. غرام وانتقام
27. حيلة زوجة!؟
28. وليمة الملك...
29. في الصحراء... بعيدا عن العالم؟!
30. كيف برأت شاهندة نفسها؟
31. حكاية من غدر الرجال
32. حكاية من وفاء النساء
33. حكاية ازمرالدة
34. عروس الحفل
35. الدرس القاسي
36. فاتنتزا
37. المتهم البريء...
38. البحث عن الذهب
39. حكاية ساداما
40. حكاية الملك والصديق الخائن
41. حكاية أسرار الصحراء
42. عروس للثعبان
43. الفرق بين العلم الحقيقي والجهل
44. فيروز... شهيدة الحب
45. أميرة القمر
46. الصياد.. والسلحفاة
47. العصفور الذي انقطع لسانه
48. شراب الهندبا
49. حبيب الملكة
50. تهور الوصيفة
51. الملك المجنون
52. سجين الجزيرة
53. مبادلة غريبة ؟